# Мадиха аль-Аджруш
Мадави аль-Аджруш (араб. مديحة العجروش‎) — саудовская активистка движения за права женщин, психолог и фотограф. Она была задержана властями Саудовской Аравии в мае 2018 года вместе с Люджейн аль-Хазлюль и ещё пятью активистами.

## Активизм
В 1990 году Мадави аль-Аджруш приняла участие в первых акциях протеста саудовских женщин против запрета на вождение автомобиля женщинам. Одной из причин их появления стала Война в Персидском заливе в соседнем Кувейте, когда они могли видеть американских женщин-военных, дислоцированных в Саудовской Аравии, за рулём. В результате своей деятельности она была задержана и утратила свою работу и паспорт. В качестве дополнительного наказания за её активизм саудовские власти сожгли фотографические негативы, созданные Мадави аль-Аджруш за 15 лет.
В 2013 году аль-Аджруш отмечала в интервью «The Telegraph», что в 1990 году она испытывала большой страх. В то время не было никаких социальных сетей, которые могли рассказать об их деятельности и защитить их.
Примерно в период с 15 по 18 мая 2018 года она была задержана саудовскими властями вместе с Люджейн аль-Хазлюль, Иман аль-Нафджан, Азизой аль-Юсеф, Айшей аль-Маной и двумя мужчинами, участвовавшими в кампании за права женщин. Human Rights Watch расценила эту цепь арестов как способ предостережения «любому, кто осмелится выразить скептицизм по поводу планов наследного принца в области защиты прав человека». Саудовские власти обвинили арестованных активисток в «подозрительных контактах с иностранными партиями», оказании финансовой поддержки «враждебным элементам за рубежом» и вербовке правительственных работников.
«The Independent» отмечала, что аресты произошли «всего за шесть недель до того, как Саудовская Аравия должна была отменить единственный в мире запрет на вождение автомобиля женщинами».
Мадеха Аль-Аджруш и Айша аль-Мана были освобождены через несколько дней, а остальные задержанные остались под арестом.